# Abominator
Abominator – australijska grupa muzyczna grająca black/death metal, która powstała w Melbourne w roku 1994.

## Historia
Abominator został stworzony w Melbourne w Australii przez Andrew Undertakera i Chrisa Volcano (który wcześniej grał w zespole Destroyer 666). Swoje pierwsze demo (Barbarian War Worship) zespół wydał własnym nakładem w maju 1995 roku; zawierało ono cztery utwory. Pod koniec 1995 roku do zespołu dołączyli Dave Deathsaw (gitara) i Gary Gestapo (gitara basowa); od tego czasu zespół zaczął dawać liczne koncerty, w tym z Bestial Warlust. W tym samym czasie wokalista Bestial Warlust Damon Bloodstorm (gitara basowa) zastąpił Gary’ego Gestapo.
W roku 1997 zespół wydał kolejne demo noszące tytuł The Conquerer Possessed. Rok później Dave Deathsaw wyjechał z Australii. Ważnym momentem w historii grupy Abominator było podpisanie kontraktu z Necropolis Records. Dla tej wytwórni nagrał on Damnations Prophecy oraz utwór na wydaną w 1999 roku kompilację Necropolis pt. Holocaust. W 2000 roku zespół rozpoczął pracę nad materiałem na nowym album zatytułowany Subersives for Lucifer. Necropolis zdecydowało jednak o wstrzymaniu wsparcia dla grupy i kontrakt został zerwany. Pomimo tego szybko udało się nawiązać współpracę z Osmose Records co pozwoliło na wydanie Subersives for Lucifer. Po wydaniu tego albumu Damon Bloodstorm wyjechał z Australii.
Na początku 2001 Max Krieg dołączył do grupy jako nowy wokalista. W 2002 roku grupa wzięła udział w DVD Osmose Records pt. World Domination a następnie nagrała kolejny album - limitowaną wersję LP Nuctemeron Descent, który wydany został w 2003 roku. Kampania reklamowa tego albumu obejmowała wiele koncertów, w tym z takimi zespołami, jak Deströyer 666, Hobb’s Angel of Death oraz Mayhem. Koncert zespołu znalazł się również na Osmose NoisyMotions- dwu i półgodzinnym DVD, na którym znalazły się także takie grupy, jak Immortal, Dark Tranquility i Absu. Abominator miał zagrać podczas festiwalu Bloodlust 2004 lecz na skutek niespodziewanego wyjazdu z kraju Maxa Kriega, zespół został bez wokalisty. W 2004 roku Osmose wydało jeszcze jeden album zespołu po czym nastąpiła zmiana wytwórni. Abominator podpisał kontrakt na dwie płyty z Displeased. Pierwszym wydawnictwem wydanym przez tę wytwórnię było The Eternal Conflagration (maj, 2006).

## Dyskografia
- Barbarian War Worship (Demo, 1995)
- The Conqueror Possessed (Demo, 1997)
- Prelude To World Funeral... (Split z Mornaland, 1997)
- Damnation's Prophecy (1999)
- Subversives For Lucifer (2001)
- Nuctemeron Descent (2003)
- The Eternal Conflagration (2006)
- Evil Proclaimed (2015)